# Stefan Schumacher
Stefan Schumacher (Nürtingen, 21 luglio 1981) è un ex ciclista su strada tedesco, professionista dal 2002 al 2017. In palmarès vanta due successi di tappa al Giro d'Italia 2006, l'Amstel Gold Race 2007 e la medaglia di bronzo ai campionati del mondo 2007.

## Carriera
Diventa professionista nel 2002 con la Deutsche Telekom. Nel 2004 milita nel Team Lamonta, mentre nella stagione successiva è alla Shimano-Memory Corp, con cui vince Giro della Bassa Sassonia, Giro di Renania-Palatinato e Ster Elektrotoer. Passa quindi alla Gerolsteiner, squadra tedesca, per il 2006; nello stesso anno è maglia rosa per due tappe al Giro d'Italia 2006, aggiudicandosi anche le frazioni di Namur e Gemona del Friuli, e vincitore sia all'Eneco Tour che al Tour de Pologne, entrambe gare ProTour. Nel 2007 vince una frazione alla Tirreno-Adriatico, l'Amstel Gold Race e il Giro di Baviera a tappe; nel finale di stagione ai Mondiali di Stoccarda è medaglia di bronzo nella prova in linea.
Nel 2008 milita ancora nella squadra tedesca Gerolsteiner: vince la crono al Giro di Baviera e poco tempo dopo la prima cronometro del Tour de France con partenza a arrivo a Cholet, conquistando anche la maglia gialla di leader della classifica generale; in quella stessa Grande Boucle fa sua anche la cronometro finale di Saint-Amand-Montrond. Dopo la corsa francese approda alla Quick Step, squadra belga; tuttavia il 6 ottobre viene annunciata la sua positività all'EPO di terza generazione, o CERA, riscontrata durante il Tour de France. Viene quindi condannato a due anni di squalifica, sentenza resa definitiva il 25 gennaio 2010 dal TAS.
Ritorna alle corse nell'agosto del 2010 con il Team Miche, con cui firma un contratto fino al 2011. Nel 2012 passa alla Christina Watches-Onfone: in stagione si aggiudica le classifiche finali del Tour de Serbie e del secondo Tour of China dell'anno. Nel 2015 gareggia con il team CCC Sprandi Polkowice, mentre nel 2016 ritorna alla Christina Jewelry. Nel 2017 si accasa alla Kuwait-Cartucho.es, ritrovando Davide Rebellin, già suo compagno alla Gerolsteiner, alla Miche e alla CCC. In stagione non ottiene successi, ritirandosi dalle corse al termine dell'anno.

## Palmarès
- 2004 (Team Lamonta, due vittorie)

6ª tappa Giro di Baviera (Pfarrkirchen > Burghausen)
Druivenkoers
- 2005 (Shimano-Memory Corp, sette vittorie)

Classifica generale Giro della Bassa Sassonia
1ª tappa Giro di Renania-Palatinato (Coblenza > Bad Marienberg)
2ª tappa Giro di Renania-Palatinato (Treviri > Magonza)
3ª tappa Giro di Renania-Palatinato (Magonza > Worms)
4ª tappa, 2ª semitappa Giro di Renania-Palatinato (Landau in der Pfalz > Landau in der Pfalz, cronometro)
Classifica generale Giro di Renania-Palatinato
Classifica generale Ster Elektrotoer
- 2006 (Gerolsteiner, nove vittorie)

Classifica generale Circuit de la Sarthe
3ª tappa Giro d'Italia (Perwez > Namur)
18ª tappa Giro d'Italia (Sillian > Gemona del Friuli)
4ª tappa Giro di Sassonia (Oschatz > Oschatz, cronometro)
Prologo Eneco Tour (Den Helder > Den Helder, cronometro)
Classifica generale Eneco Tour
6ª tappa Giro di Polonia (Szczawno-Zdrój > Karpacz)
7ª tappa Giro di Polonia (Jelenia Góra > Karpacz)
Classifica generale Giro di Polonia
- 2007 (Gerolsteiner, quattro vittorie)

5ª tappa Tirreno-Adriatico (Civitanova Marche > Civitanova Alta, cronometro)
Amstel Gold Race
4ª tappa Giro di Baviera (Rothenburg ob der Tauber > Rothenburg ob der Tauber, cronometro)
Classifica generale Giro di Baviera
- 2008 (Gerolsteiner, una vittoria)

4ª tappa Giro di Baviera (Bad Neustadt an der Saale > Bad Neustadt an der Saale, cronometro)
4ª tappa Tour de France (Cholet > Cholet, cronometro)
20ª tappa Tour de France (Cérilly > Saint-Amand-Montrond, cronometro)
- 2011 (Miche-Guerciotti, quattro vittorie)

1ª tappa Vuelta a Asturias (Oviedo > Gijón)
2ª tappa, 2ª semitappa Vuelta a Asturias (Piedras Blancas > Piedras Blancas, cronometro)
Prologo Azerbaijan International Tour (Tabriz > Tabriz, cronometro)
5ª tappa Azerbaijan International Tour (Urmia > Tabriz)
- 2012 (Christina Watches-Onfone, cinque vittorie)

3ª tappa Tour de Serbie (Kragujevac > Bajina Bašta)
Classifica generale Tour de Serbie
Prologo Tour of China II (Wuhan Jiangxia > Wuhan Jiangxia, cronometro)
4ª tappa Tour of China II (Tientsin > Tientsin, cronometro)
Classifica generale Tour of China II
- 2013 (Christina Watches-Onfone, due vittorie)

1ª tappa Tour d'Algérie (Algeri > Bouira)
3ª tappa, 1ª semitappa Sibiu Cycling Tour (Cisnădie > Muzeul Tehnicii Populare, cronometro)
- 2014 (Christina Watches-Kuma, due vittorie)

3ª tappa Szlakiem Grodów Piastowskich (Polkowice > Polkowice, cronometro)
3ª tappa Tour de Beauce (Saint-Georges > Saint-Georges, cronometro)
- 2016 (Christina Jewelry Pro Cycling, una vittoria)

Classifica generale Tour du Maroc

### Altri successi
- 2004 (Team Lamonta)

Classifica scalatori Jadranska Magistrala
Classifica giovani Giro di Baviera
Classifica scalatori Giro di Sassonia
Classifica scalatori Giro di Renania-Palatinato
- 2006 (Gerolsteiner)

Classifica giovani Eneco Tour
- 2012 (Christina Watches-Kuma)

1ª tappa Tour of China I (Xi'an > Xi'an, cronosquadre)

## Piazzamenti

### Grandi Giri
- Giro d'Italia

2006: 76º
- Tour de France

2007: 87º
2008: 25º
- Vuelta a España

2007: ritirato (18ª tappa)
2008: ritirato (19ª tappa)

### Classiche monumento
- Milano-Sanremo

2006: ritirato
2007: 16º
2008: 54º
- Giro delle Fiandre

2006: 19º
- Liegi-Bastogne-Liegi

2007: 76º
2008: 60º
- Giro di Lombardia

2002: ritirato
2015: 77º

### Competizioni mondiali
- Campionati del mondo

Verona 1999 - In linea Junior: 50º
Verona 2004 - In linea Elite: ritirato
Salisburgo 2006 - In linea Elite: 21º
Stoccarda 2007 - In linea Elite: 3º
Varese 2008 - In linea Elite: 47º
- Giochi olimpici

Pechino 2008 - In linea: ritirato
Pechino 2008 - Cronometro: 13º